# 德紹-沃利茨園林王國
德紹-沃利茨園林王國（英语：Dessau-Wörlitz Garden Realm；德语：Dessau-Wörlitzer Gartenreich）以英國景觀公園為典範，是歐洲最具代表性的景觀公園。
起建由帝候雷歐波三世·弗里德里希·弗蘭茲開始，他沿著易北河中部在佔地142公里平方做水域生態保護景觀區。從2000年起成為聯合國教科文組織指定世界遺產，範圍包括路易西歐皇宮（Schloss Luisium），莫奚高皇宮（Schloss Mosigkau）與喬治皇宮（Schloss Georgium），及安阿特畫廊等。

## 历史
園林起源於17世紀，當時利奧波德的曾祖父安哈爾特-德紹的約翰·格奧爾格二世於1659年與奧蘭治親王弗雷德里克·亨德里克的女兒荷蘭公主亨利埃特·凱瑟琳娜結婚，她為這座花園帶來了來自低地國家的工程師和建築師團隊。在建築師Cornelis Ryckwaert的監督下，在他们尼施維茨設計了城鎮、宮殿和巴洛克式花園，該定居點於1673年更名為奧拉寧鮑姆。荷蘭的影響力仍然存在在安哈爾特-德紹公國流行了數十年。
1758年，利奧波德三世親王成為安哈爾特-德紹公爵，五年後，他和他的朋友、建築師弗里德里希·威廉·馮·埃爾德曼斯多夫開始了橫跨歐洲的壮游。這次旅行（特別是意大利的古建築和英國的園林）以及他們在國外遇到的啟蒙運動的理想極大地影響了他們的藝術傾向。這兩個人的目標是從巴洛克時代的正式花園概念轉向更自然主義的景觀，正如他們在斯託海德花園和埃默農維爾所看到的那樣。
早在1765年，利奧波德三世就開始對鄉村的建築和景觀進行改造，以實現這些理想。沃利茨花園是該計劃的起點，成為歐洲大陸第一個景觀花園。在接下來的40年裡，利奧波德改造或開發了其他幾座公園和宮殿，以適應啟蒙運動的審美觀。

## 外部連結
- 官方网站
- 德绍—沃利茨文化基金會
- 園林王國中的教堂
- 喬治公園團體與喬治皇宮藝廊（页面存档备份，存于）